# 海津富美代
海津 富美代（かいづ ふみよ、1967年4月1日 - ）は、日本の元卓球選手。旧姓は山下。身長154cm、体重47kg。福井県小浜市出身。最終所属は松下電工彦根。1992年バルセロナオリンピック・1996年アトランタオリンピック代表。

## 経歴
小浜市立田鳥小学校から小浜市立小浜中学校に進む。中学校のクラブ活動で卓球を始める。福井県立若狭高等学校を経て、中京大学体育学部卒業後、松下電工彦根に入社。
オリンピックには2度出場したが、決勝トーナメント1回戦が最高であった。1993年11月に結婚。このため、バルセロナオリンピックは「山下」姓での出場だったが、アトランタオリンピックは「海津」姓での出場である。
出身地の小浜市では、功績をたたえて「山下杯卓球選手権オープン大会」が開催されている。

## 出場歴
- 1991年 - 第41回世界卓球選手権代表
- 1992年 - バルセロナオリンピック代表
  - シングルス:決勝トーナメント1回戦敗退[2]
  - ダブルス（星野美香と）:予選リーグ敗退[2]
- 1993年 - 第42回世界卓球選手権代表
- 1996年 - アトランタオリンピック代表
  - ダブルス（佐藤利香と）:予選リーグ敗退[2]